# جون وليامز (سياسي أمريكي، مواليد 1752)
جون وليامز (بالإنجليزية: John Williams)‏ هو سياسي أمريكي، ولد في 1 سبتمبر 1752 في بارنستيبل ‏ في المملكة المتحدة، وتوفي في 22 يوليو 1806 في Salem, New York ‏ في الولايات المتحدة. نشط حزبياً في الحزب الجمهوري الديمقراطي. وقد انتخب عضو جمعية ولاية نيويورك وانتخب عضو مجلس ولاية نيويورك وانتخب عضو مجلس النواب الأمريكي عن دائرة New York's 9th congressional district ‏ (4 مارس 1795 – 3 مارس 1797).